# Ермошенко, Игнатий Алексеевич
Игнатий Алексеевич Ермошенко (бел. Ігна́т Аляксе́евіч Ярмо́шанка; 1904, Альховик, Оршанский уезд, Могилёвская губерния, Российская империя — ?) — советский государственный деятель, председатель Витебского облисполкома (1944—1947).

## Биография
В 1933 г. окончил Минское заочное коммунистическое высшее учебное заведение.  Член ВКП(б) с 1930 г.
- 1925—1931 гг. — землеустроитель в Полоцком окружном земельном отделе
- 1932—1933 гг. — экономист Дриссенского райисполкома
- 1933 по 1934 г. — директор совхоза «Борковичи» Дриссенского района
- 1934 −1935 гг. — заместитель директора молочно-мясного треста в Витебске
- 1935—1941 гг. — старший землеустроитель, начальник Витебского областного управления землеустройства
- 1941—1944 гг. — главный агроном Чувашской конторы «Росткаучук»
- январь-декабрь 1944 г. — начальник Витебского областного управления землеустройства
- 1944—1947 гг. — председатель исполнительного комитета Витебского областного Совета